# Maxwell Tylden Masters
Maxwell Tylden Masters (15. travnja 1833. – 30. svibnja 1907.) bio je engleski botaničar i taksonom. Obrazovao se na londonskom kraljevskom koledžu i škotskom sveučilištu St Andrews iz Cill Rìmhinna (eng.  St Andrews). Njegovi najpoznatiji radovi su Vegetable Teratology (Biljna teratologija), koja se bavila teratologijom (nenormalnim mutacijama) biljnih vrsta te nekoliko radova o kineskim biljkama (posebice golosjemenjača), opisujući brojne nove vrste koje je otkrio Ernest Henry Wilson.
Ariš Larix mastersiana i hibrid iz Nepenthesa N. × mastersiana su dobili ime po njemu, pored ostalih.
Brojnih godina (1866. – 1907.) je bio urednikom lista Gardeners' Chronicle, što je pridonijelo njegovom dopisivanju s Charlesom Darwinom.
U biologiji se rabi kratica Mast. kad se citira botaničko ime.